# Hannah Meul
Hannah Meul (née le 3 avril 2001 à Frechen) est une grimpeuse allemande spécialisée en escalade de bloc. Elle a remporté la médaille d'argent en bloc aux Championnats d'Europe d'escalade en 2022 et s'est classée deuxième à trois reprises sur le circuit de la Coupe du monde d'escalade.

## Carrière
Meul commence l'escalade à l'âge de 7 ans et participe à sa première compétition à l'âge de 10 ans. Au cours de la saison 2015, elle fait ses débuts internationaux en participant à la Coupe d'Europe jeunes, aux Championnats d'Europe jeunes et aux Championnats du monde d'escalade jeunes organisés par l’IFSC. Lors de sa première participation à une étape de Coupe du monde, à Meiringen en 2017, elle se qualifie pour la demi-finale et se classe finalement 12e. Elle devient également championne d'Allemagne en difficulté cette année-là.
En 2020, elle participe aux Championnats d'Europe à Moscou où elle termine 4e en difficulté ; l’année suivante se déroulent également à Moscou les Championnats du monde d'escalade, Meul s’y classe cinquième en combiné.
Au cours de la saison 2022, Meul se qualifie pour la première fois en finale d’une étape de Coupe du monde, à Bressanone. Elle réussit tous les blocs proposés lors de la finale, tout comme Natalia Grossman ; les deux grimpeuses sont départagées par leur nombre d’essais, à l’avantage de l’Américaine, Meul finit donc 2e. Elle répète cette performance lors de l’étape de Coupe du monde d’Innsbruck, terminant à nouveau deuxième derrière Grossman. Meul a ensuite remporté la médaille d'argent en bloc aux Championnats d'Europe d'escalade à Munich, avant de prendre part à sa première finale de Coupe du monde de difficulté, terminant quatrième à Jakarta.
Meul entame la saison 2023 avec une médaille d'argent à la Coupe du monde de bloc à Hachioji, terminant derrière Brooke Raboutou. Sur le podium, elle a tenu à rendre hommage à son coéquipier allemand Christoph Schweiger, récemment tué dans un accident de la circulation, en portant son accréditation pour l’événement.

## Vie personnelle
Meul étudie à l'Université des sciences appliquées de Cologne. Elle grimpe aussi en extérieur, notamment à Fontainebleau.

## Palmarès

### Championnats du monde d'escalade
| Épreuve    | 2021 (Moscou) |
| ---------- | ------------- |
| Difficulté | 22            |
| Bloc       | 23            |
| Vitesse    | 33            |
| Combiné    | 5             |

### Coupe du monde

#### Classements à l’issue de la saison
| Épreuve    | 2017 | 2018 | 2019 | 2021 | 2022 |
| ---------- | ---- | ---- | ---- | ---- | ---- |
| Difficulté | -    | -    | -    | 29   | 14   |
| Bloc       | 36   | 42   | 37   | 25   | 5    |

#### Podiums

##### Escalade de bloc
| Saison | Or | Argent | Bronze | Total |
| ------ | -- | ------ | ------ | ----- |
| 2022   | 0  | 2      | 0      | 2     |
| 2023   | 0  | 1      | 0      | 1     |
| Total  | 0  | 3      | 0      | 3     |

### Championnats d'Europe d'escalade
| Discipline | Moscou 2020 | Munich 2022 |
| ---------- | ----------- | ----------- |
| Difficulté | 4           | 7           |
| Bloc       | 13          | 2           |
| Vitesse    | 18          | -           |
| Combiné    | 7           | 4           |

### Jeux olympiques de la Jeunesse
- Buenos Aires 2018 : 4e place (Combiné)

## Ascensions notables

### Bloc
- Partage (8A+ (V12)) – Fontainebleau, 2021[11]
- Duel (8A (V11)) – Fontainebleau, 2021[11]
- Tigre et Dragon (8A (V11)) – Fontainebleau, 2021[11]
- Golden assis (8A (V11)) – Fontainebleau, 2021[11]
- Foxy Lady (8A (V11)) – Magic Wood, 2021[11]